# Take Out
Pour plus de détails, voir Fiche technique et Distribution.
Take Out est un film américain de Sean Baker et Tsou Shih-ching, sorti en 2004.

## Synopsis
Ming Ding est un immigrant chinois illégal qui a du retard sur le remboursement d'une dette qu'il a envers une contrebande. Il dispose d'une journée pour trouver l'argent.

## Fiche technique
Sauf indication contraire, les informations mentionnées dans cette section peuvent être confirmées par la base de données cinématographiques IMDb,  présente dans la section « Liens externes ».
- Titre français : Take Out
- Réalisation, scénario et montage : Sean Baker et Tsou Shih-ching
- Photographie : Sean Baker
- Pays de production : États-Unis
- Format : Couleurs - 1,85:1
- Genre : drame
- Durée : 87 minutes
- Dates de sortie :
  - États-Unis : 18 janvier 2004 (Slamdance Film Festival) ; 6 juin 2008 (sortie nationale)
  - France : 23 octobre 2024

## Distribution
- Charles Jang : Ming Ding
- Jeng-Hua Yu : Young
- Wang-Thye Lee : Big Sister
- Justin Wan : Wei
- Jeff Huang : Ma